# 19 Aurigae
19 Aurigae, som är stjärnans Flamsteed-beteckning, är en ensam stjärna i den sydöstra delen av stjärnbilden Kusken. Den har en genomsnittlig skenbar magnitud på ca 5,05 och är svagt synlig för blotta ögat där ljusföroreningar ej förekommer. Baserat på parallaxmätning inom Hipparcosuppdraget på ca 0,91 mas, beräknas den befinna sig på ett avstånd på ca 3 600 ljusår (ca 1 100 parsek) från solen. Den rör sig närmare solen med en heliocentrisk radialhastighet på ca -4,3 km/s.

## Egenskaper
19 Aurigae är en vit till blå ljusstark jättestjärna av spektralklass A5 II+. Den har en massa som är ca 8 solmassor, en radie som är ca 15 solradier och utsänder ca 7 000 gånger mera energi än solen från dess fotosfär vid en effektiv temperatur på ca 8 300 K.
19 Aurigae är en misstänkt variabel stjärna, som varierar mellan visuell magnitud +5,03 och 5,09 utan fastställd periodicitet.